# خدمات إيرتانكر
خدمات إيرتانكر المحدودة (بالإنجليزية: AirTanker Services Limited) هي شركة خاصة محدودة المسؤولية بريطانية، تأسست في إنجلترا وويلز بتاريخ 14 يونيو 2007، وتُعرف باسمها التجاري إيرتانكر، وتُشغِّل شركة طيران بريطانية بالإضافة إلى تقديم خدمات تأجير الطائرات وتشغيلها.